# Champion national
Un champion national est une entreprise choisie par l'État pour devenir le producteur ou prestataire dominant sur le marché national et entraver les concurrents étrangers sur ce marché.
En favorisant les rapprochements et fusions entre entreprises existantes, et en accordant au champion des aides, l'État peut lui permettre d'atteindre une « taille critique » et de devenir viable par lui-même. Souvent, les intérêts de l'État priment sur ceux des autres clients de l'entreprise, et cette pratique ne réussit généralement pas à produire une entreprise performante[réf. nécessaire]. L'OCDE considère que la politique industrielle et la création de champions nationaux doivent se faire dans le respect du jeu de la concurrence.
Par exemple, le projet de fusion GDF-Suez vise à construire un champion national dans le secteur de l'énergie gazière.

## Dans les pays développés

### Au Canada
La société Bombardier a souvent été présentée comme un exemple de champion national dans le contexte canadien, du moins historiquement, avant la vente de la majorité de l'entreprise à des intérêts étrangers à la fin des années 2010. La revue Maclean's mentionne aussi Inco et Alcan dans le domaine minier, Nortel et ATI Technologies dans les hautes technologies et Tim Hortons dans la restauration. Toutefois, vu que plusieurs de ces entreprises sont tombées en déclin après avoir connu de belles années,  ou bien qu'elles ont été acquises par des acheteurs américains ou européens, la revue critique les politiques de l'État consistant à accorder de généreuses subventions ou d'autres politiques préférentielles à ces entreprises, qui ont bien souvent de la difficulté à être compétitives sur le marché international.

### En France

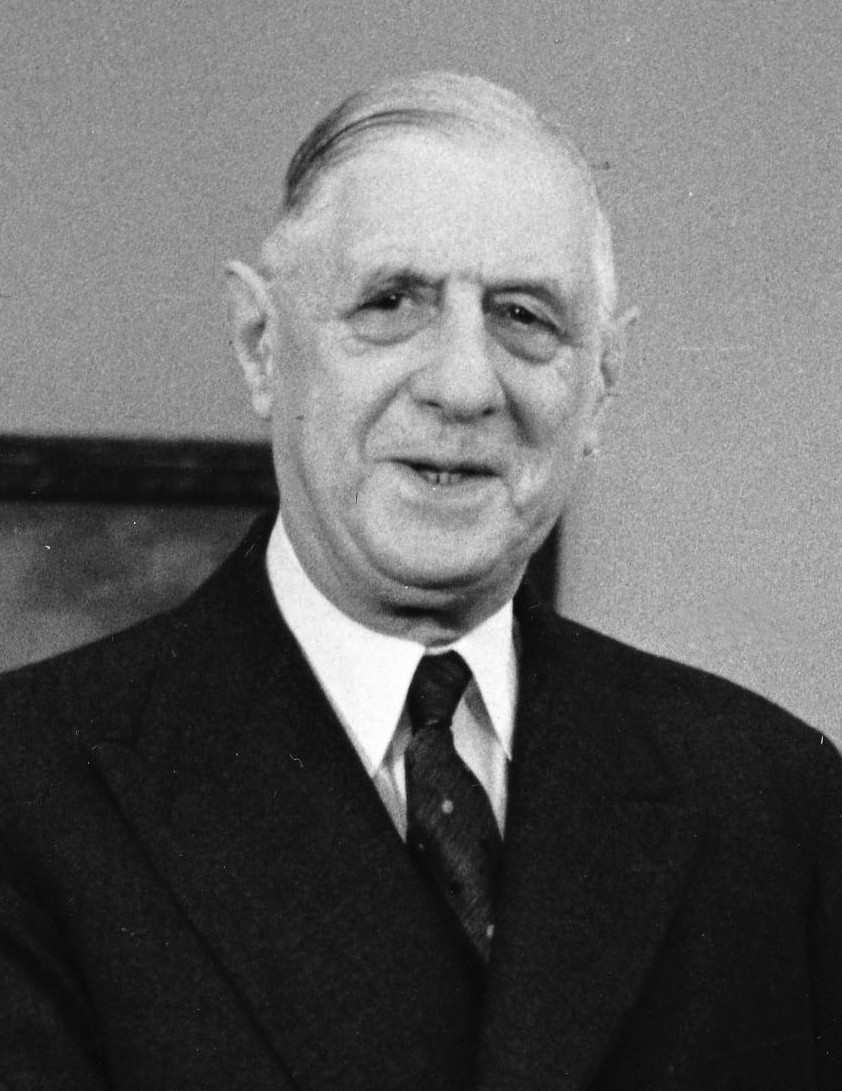
Charles de Gaulle, Président de la République française de 1959 à 1969, et initiateur d'une politique dirigiste reposant sur les champions nationaux.

En France, l'expression est apparue dans les années 1980 et a été reprise et institutionnalisée par Elie Cohen en 1992 dans Le colbertisme high-tech. Elle s'inscrit dans la tradition française du dirigisme, tel qu'il a été pratiqué, entre autres, sous la présidence de Charles de Gaulle.
Parmi les champions nationaux français, il faut compter : 
- Alstom
- LVMH
- L'Oréal
- Total (entreprise)

### Au sein de l'Union européenne

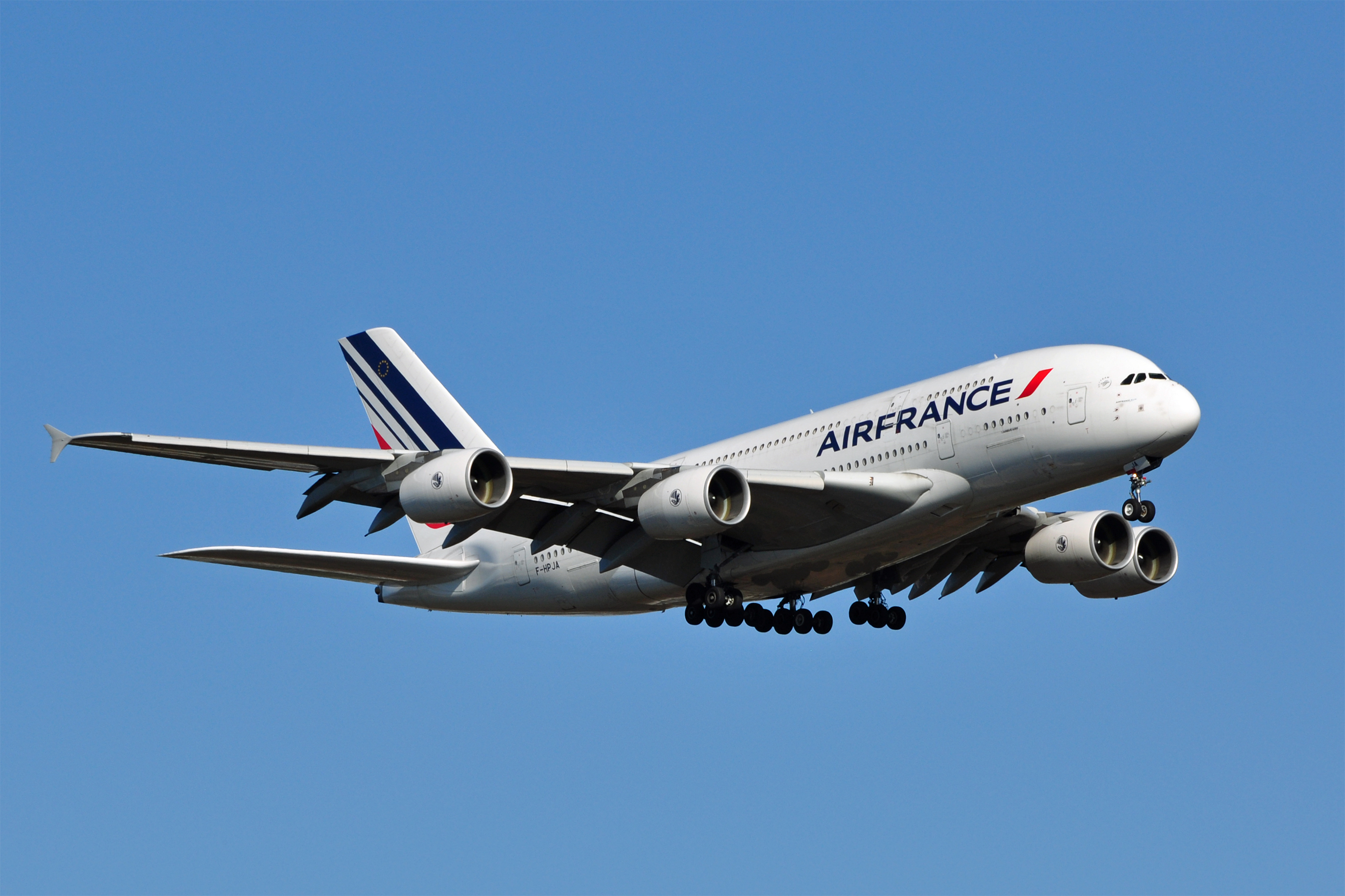
A380 produit par Airbus, considéré comme un champion européen.

EADS (Airbus) est aujourd'hui considéré comme un champion européen, équivalent des champions nationaux au niveau supranational. Cependant, le droit européen de la concurrence a tendance à empêcher l'émergence de tels champions, comme en témoigne l'échec des projets de fusion entre Alstom et Siemens ainsi qu'entre Fincantieri et les Chantiers de l'Atlantique.

## Dans les pays émergents

### En Russie

Rosneft, champion national russe du secteur pétrolier.

En Russie, Vladimir Poutine a fait des champions nationaux un axe central de sa politique économique. Il a introduit le concept en 1997 après l'avoir repris des écrits de William King et David Cleland, chercheurs à l'Université de Pittsburgh. Dans un article de 1999, écrit dans le journal de l'Institut minier de Saint Pétersbourg, Vladimir Poutine proposait un encadrement étroit par l'Etat russe du secteur des ressources naturelles, afin de permettre aux entreprises russes de faire face à la concurrence des grandes multinationales entrées sur le marché à la chute de l'Union soviétique. Ces champions nationaux peuvent être contrôlés de droit par l'Etat russe ou son administration, mais aussi de fait par des hommes d'affaires et oligarques proches du pouvoir. Des exemples de champions nationaux russes sont donnés par Gazprom, Rosneft ou Rosatom.